# 项链 (小说)
《项链》（法語：La Parure）是法国作家莫泊桑創作的短篇小说，也是他的代表作之一，最初刊載於1884年2月14日的《高盧報》（Les Gaulois，後來被併入現在的費加洛報），以其極具莫泊桑風格的大逆轉結局而聞名。
故事讲述崇尚上流社會的女子玛蒂尔德（Mathilde），年轻时总是梦想自己擁有珠光寶氣並受人欣羨，但成年后仍旧一无所有，並嫁给了一个只会一味讨她欢喜，在教育部當低階文员的洛瓦塞爾（Loisel）。
一天丈夫争取到了供职教育部举办晚会的一封请柬。在机会面前，玛蒂尔德却因没有服饰十分懊恼。丈夫把原本要存下來买来福枪的钱给她买了华丽的晚装，但她还是想要珠宝首饰。因为没有钱，丈夫让她找她以前的同學珍娜（Jeanne）借点儿首饰。她有幸借到了最眩目的宝石项链，也的确令她占尽晚会的风头，不料随后项链就丢了。
玛蒂尔德和丈夫倾家荡产的拿出积蓄并借债凑够三万六千法郎买来新项链还给珍娜。随后数年里，她和丈夫勤俭节约，辛苦劳作偿清债务。玛蒂尔德在極樂公園撞見了珍娜，并告诉了她项链丢失后买新项链奉还的事情。珍娜聽完非常惊异的说，那串项链其實只是价值五百法郎的赝品。

## 改编
- 1926年《一串珍珠》